# Erwin Schrödinger
Erwin Rudolf Josef Alexander Schrödinger (Wenen, 12 augustus 1887 – aldaar, 4 januari 1961) was een Oostenrijkse natuurkundige, die beroemd werd door zijn bijdragen aan de kwantummechanica, in het bijzonder de schrödingervergelijking waarvoor hij in 1933 de Nobelprijs kreeg.
Schrödinger is ook bekend van "Schrödingers kat", een gedachte-experiment uit 1935 omtrent het begrip superpositie in de kwantummechanica.

## Biografie
Erwin was het enige kind van Rudolf Schrödinger en Georgine Bauer. Zijn vader leidde een succesvol familiebedrijf in linoleum maar had een achtergrond als botanicus en auteur van een reeks artikelen over de genetica van planten. Rudolf had ook scheikunde gestudeerd bij Alexander Bauer, die later zijn schoonvader werd. Vader en zoon Schrödinger hielden menige intellectuele discussie. Georgines moeder was een Engelse, en Erwin leerde die taal al vroeg vlot spreken en schrijven. Erwin zou trouwens altijd sterk blijven in talen en doceerde later in het Engels, Duits, Frans en Spaans.
Hij genoot privéonderwijs tot zijn elfde jaar. In 1898 studeerde hij aan het Akademisches Gymnasium. Als jongen hield hij van Duitse poëzie en excelleerde in vele vakken. In 1906 ging hij naar de Universiteit van Wenen, waar hij in 1910 zijn doctoraal in de natuurkunde behaalde. Aan de universiteit werd hij sterk beïnvloed door Friedrich Hasenöhrl, een briljante fysicus die tijdens de Eerste Wereldoorlog zou omkomen. Tijdens zijn Nobeltoespraak merkte Schrödinger op dat indien Hasenöhrl niet was gesneuveld, niet hij maar Hasenöhrl in Stockholm zou zijn geëerd.

### Middelste jaren
In oktober 1911 eindigde Schrödingers verplichte legerdienst. Hij werd plaatsvervangend assistent bij Franz-Serafin Exner in Wenen. De eerstaanwezend assistent was Egon von Schweidler; toen die in de zomer van 1911 een hoogleraarschap kreeg in Innsbruck, kwam Fritz Karl Wilhelm Kohlrausch (niet te verwarren met Friedrich Wilhelm Georg Kohlrausch) in zijn plaats. Als ervaren experimentalist vulde hij goed Schrödingers theoretisch standpunt aan. Hij moedigde Schrödinger aan in diens onderzoek, vooral naar onderwerpen over atmosferische elektriciteit en radioactiviteit, en later over kleurentheorie. De mannen zouden levenslange vrienden blijven. Het was ook in het vakantiehuis van Kohlrausch nabij Salzburg dat Schrödinger door diens bemiddeling in 1913 zijn latere vrouw Annemarie Bertel ontmoette.
In 1914 verkreeg Schrödinger zijn habilitatie. Tussen 1914 en 1918 nam hij deel aan de Eerste Wereldoorlog als officier bij de Oostenrijkse artillerie aan het Italiaanse front. Na de Oostenrijkse nederlaag waren zijn plaatselijke carrièrekansen minder gunstig; op 6 april 1920 trouwde hij met Annemarie en datzelfde jaar verhuisden ze naar Duitsland en werd Schrödinger assistent van Max Wien aan de Universiteit van Jena. In september 1920 verkreeg hij de positie van buitengewoon hoogleraar theoretische natuurkunde in Stuttgart. In 1921 werd hij benoemd tot gewoon hoogleraar aan de Universiteit van Breslau.
In de herfst van 1921 vertrok hij naar de Universiteit Zürich, waar hij de leerstoel theoretische natuurkunde overnam van Max von Laue. De zes jaar die hij aan Zürich verbleef, waren waarschijnlijk de productiefste van zijn wetenschappelijke carrière.
Bij het begin van zijn verblijf in Zürich ondervond Schrödinger gezondheidsproblemen. Na een diagnose van een licht geval van tuberculose verbleef hij negen maanden met Annemarie in het kuuroord Arosa. Hij zou er de daaropvolgende jaren nog verscheidene malen terugkeren om gezondheidsredenen en als vakantie. Een en ander bracht met zich mee dat hij zijn inaugurele rede "Wat is een natuurwet?" pas op 9 december 1922 hield, over het belang van toeval en statistiek bij de beschrijving van verschijnselen op atomaire schaal. Hij slaagde er tijdens de kuur van 1922 wel in twee wetenschappelijke artikelen af te schrijven, waaronder een diepzinnige verhandeling over de mogelijke banen van elektronen om atoomkernen. Dat artikel introduceerde ook de rol van complexe getallen bij de beschrijving van kwantumfenomenen.
Tijdens de periode in Zürich tot aan zijn doorbraak in 1926 publiceerde hij zes artikelen over statistische mechanica, vijf over kleurwaarneming, vier over soortelijke warmte, vier over atoombouw en een over relativiteit. Het getuigt van Schrödingers toenmalige status in de subtop van de fysica dat hij in 1924 werd uitgenodigd voor deelname aan de Solvayconferentie, maar niet om een voordracht te houden.
In januari 1926 publiceerde Schrödinger in de Annalen der Physik het artikel Quantisierung als Eigenwertproblem over de golfmechanica en over hetgeen tegenwoordig bekendstaat als de schrödingervergelijking, een van de beroemdste vergelijkingen uit de kwantummechanica. In 1927 volgde hij Max Planck op als hoogleraar aan de Friedrich Wilhelm-universiteit in Berlijn.
Omdat Schrödinger een hekel had aan het antisemitisme van de nazi's, die in 1933 de macht kregen in Duitsland, besloot hij in datzelfde jaar uit eigen beweging in ballingschap te gaan en Duitsland te verlaten. Via Frederick Lindemann kwam hij terecht op het Magdalen College van de Universiteit van Oxford. Kort na zijn aankomst ontving hij, samen met Paul Dirac, de Nobelprijs voor de Natuurkunde. Zijn baan aan Oxford liep stroef; vooral zijn onconventionele levensstijl - zijn open relatie met twee vrouwen - werd niet door iedereen aanvaard. In 1934 gaf Schrödinger aan de Princeton-universiteit lezingen; hij kreeg er zelfs een vaste aanstelling aangeboden, maar nam deze na lang uitstel uiteindelijk toch niet aan. Daarentegen keerde hij terug naar zijn geboorteland Oostenrijk, waar hij in 1936 hoogleraar natuurkunde werd aan de Universiteit van Graz.

### Latere jaren
De Anschluss van Oostenrijk bij nazi-Duitsland in 1938 leverde voor Schrödinger meteen problemen op vanwege zijn vertrek uit Duitsland vijf jaar daarvoor, wat door de Duitse autoriteiten was opgevat als een onvriendelijke daad. Kort daarna lukte het hem om naar Italië te vluchten, vanwaar hij doorreisde naar Oxford, en later naar de Universiteit van Gent. Van die universiteit kreeg hij in 1939 een eredoctoraat toegekend. Na een kort verblijf in Gent vertrok hij naar Ierland, om te helpen bij de opbouw van het Dublin Institute for Advanced Studies in Dublin. Dit instituut moest de Europese tegenhanger gaan worden van het Amerikaanse Institute for Advanced Study in Princeton. Op voorspraak van de Ierse premier Éamon de Valera, een voormalige wiskundedocent, werd Schrödinger benoemd tot hoogleraar-directeur van de school voor theoretische natuurkunde, een functie die speciaal voor hem werd ingesteld. Hij bleef in Dublin tot aan zijn pensionering in 1955. Hierop keerde hij als hoogleraar terug naar Wenen, waar hij op 73-jarige leeftijd zou overlijden aan de gevolgen van tuberculose.

### Beschuldigingen van seksueel misbruik
Schrödinger hield een verslag bij van zijn seksuele contacten inclusief die met kinderen die hij mogelijk seksueel misbruikte. Dit deed hij in een dagboek dat hij Ephemeridae noemde en waarin hij een "voorliefde voor tienermeisjes verklaarde omdat hun onschuld de ideale match was voor zijn natuurlijk begaafdheid". Op 39-jarige leeftijd gaf Schrödinger les aan de 14-jarige "Ithi" Junger. John Gribbin schreef hierover in de biografie van Schrödinger uit 2012: "Naast de wiskunde omvatten de lessen ook "een behoorlijke hoeveelheid aaien en knuffelen" en Schrödinger overtuigde zichzelf er al snel van dat hij verliefd was op Ithi". Schrödinger verzekerde Junger dat ze niet zwanger zou worden en verleidde haar op 17-jarige leeftijd. Ze werd later zwanger en onderging een abortus die haar onvruchtbaar maakte. Schrödinger verliet haar kort daarna en ging verder met andere doelwitten. Kate Nolan, een pseudoniem dat door overgebleven familie werd gebruikt om het slachtoffer te beschermen, werd ook door Schrödinger bezwangerd zonder dat zij consent had gegeven. Carlo Rovelli merkt in zijn boek Helgoland op dat Schrödinger "altijd meerdere relaties tegelijk onderhield - en geen geheim maakte van zijn fascinatie voor preadolescente meisjes." In Ierland, schrijft Rovelli, had hij elk één kind van twee studentes die in een artikel in Der Standard worden geïdentificeerd als een 26-jarige en een vijf jaar getrouwde politieke activiste. Tijdens het onderzoek naar een familiestamboom ontdekte Bernard Biggar berichten dat Schrödinger zijn nicht, Barbara MacEntee, aan het verleiden was toen zij 12 jaar oud was. Blijkbaar adviseerde haar oom, de wiskundige en priester Pádraig de Brún, Schrödinger om haar niet langer te benaderen, en Schrödinger schreef later in zijn dagboek dat zij een van zijn "onbeantwoorde liefdes" was. MacEntee stierf in 1995, en de verhalen doken postuum op. Walter Moore's biografie van de wetenschapper schetste dat Schrödinger's houding tegenover de vrouwen "in wezen die van een mannelijke supremacist" was, een beoordeling bevestigd door Helge Kragh in zijn recensie van Moore's biografie, "De verovering van vrouwen, vooral zeer jonge vrouwen, was het zout van het leven voor deze oprechte romanticus en mannelijke chauvinist." Walter Moore gebruikte Schrödingers relaties met meisjes om te karakteriseren wat Moore Schrödingers "Lolita-complex" noemde. Schrödingers kleinzoon en zijn moeder waren ongelukkig met de beschuldiging van Moore, en zodra de biografie was gepubliceerd, verbrak hun familie het contact met hem. In een artikel in de Irish Times van 2021 werd Schrödingers patroon van serieel misbruik door de krant aangemerkt als een "gedrag [dat] voldeed aan het profiel van een pedofiel in de algemeen aanvaarde betekenis van die term." De natuurkundeafdeling van Trinity College Dublin kondigde in januari 2022 aan dat zij zouden aanbevelen een collegezaal die sinds de jaren negentig naar Schrödinger was vernoemd, een andere naam te geven in het licht van zijn geschiedenis van seksueel misbruik, terwijl een foto van de wetenschapper zou worden verwijderd, en de naamsverandering van een gelijknamige serie colleges zou worden overwogen.

## Golfmechanica
De basis van zijn golfvergelijking werd gelegd in 1925, toen Schrödinger zich tijdens de kerstvakantie met 'een Weense vriendin' had teruggetrokken in het Zwitserse skioord Arosa. Zijn beschouwingen kwamen voort uit een verhandeling over het zogenaamde golf-deeltjesdualisme van de jonge Franse student Louis-Victor de Broglie, waarop Albert Einstein hem opmerkzaam had gemaakt. De hypothese van De Broglie zette hij om in een wiskundige vergelijking, de naar hem vernoemde schrödingervergelijking. Op 27 januari publiceerde hij in Annalen der Physik het eerste deel van het vierdelige artikel met de titel "Kwantisering als probleem van eigenwaarden", waarin hij het concept van de golfmechanica vastlegde. In 1927 ontving hij de Matteucci Medal.

## Wat is Leven?
Minder bekend is dat Schrödinger ook beschouwd wordt als de vader van de moleculaire biologie. In Dublin hield hij – onder grote publieke belangstelling – op 5 februari 1942 een 'openbare les', niet over een natuurkundig maar over een biologisch onderwerp met als titel “What is Life?”. In 1944 verscheen de lezing in boekvorm.
In zowel de lezing als in het boek, dat zou uitgroeien tot een van de invloedrijkste werken van de twintigste-eeuwse wetenschap, beargumenteerde hij dat de fundamentele natuur van levende organismen waarschijnlijk bestudeerd en begrepen konden worden in termen van natuurkundige principes, en dan in het bijzonder die van de kwantummechanica.

## Persoonlijk leven
In 1908 had Schrödinger als student een korte maar passionele verhouding met Ella Kolbe. Schrödinger woonde toen nog thuis, maar ze ontmoetten elkaar op de kamers van zijn medestudent Jakob Salpeter.
In 1920 huwde Schrödinger Annemarie (Anny) Bertel (1896-1965), de dochter van een Salzburgse fotograaf, acteur en industrieel. Op 24 maart werd er een katholieke ceremonie gevierd in Anny’s parochie en twee weken later, op 6 april, nog één in een evangelische kerk. Het koppel bleef kinderloos, maar Schrödinger had talrijke buitenechtelijke escapades tijdens zijn leven en heeft ten minste drie buitenechtelijke kinderen verwekt bij andere vrouwen. Een van deze kinderen was Ruth Georgie Erica March, de op 30 mei 1934 in Oxford geboren dochter van hem en Hilde March, de vrouw van zijn assistent Arthur March. Schrödinger leed aan tuberculose en verbleef in de jaren 1920 verschillende malen in een sanatorium in het Zwitserse Arosa, waar hij zijn bekende golfvergelijking ontwikkelde.

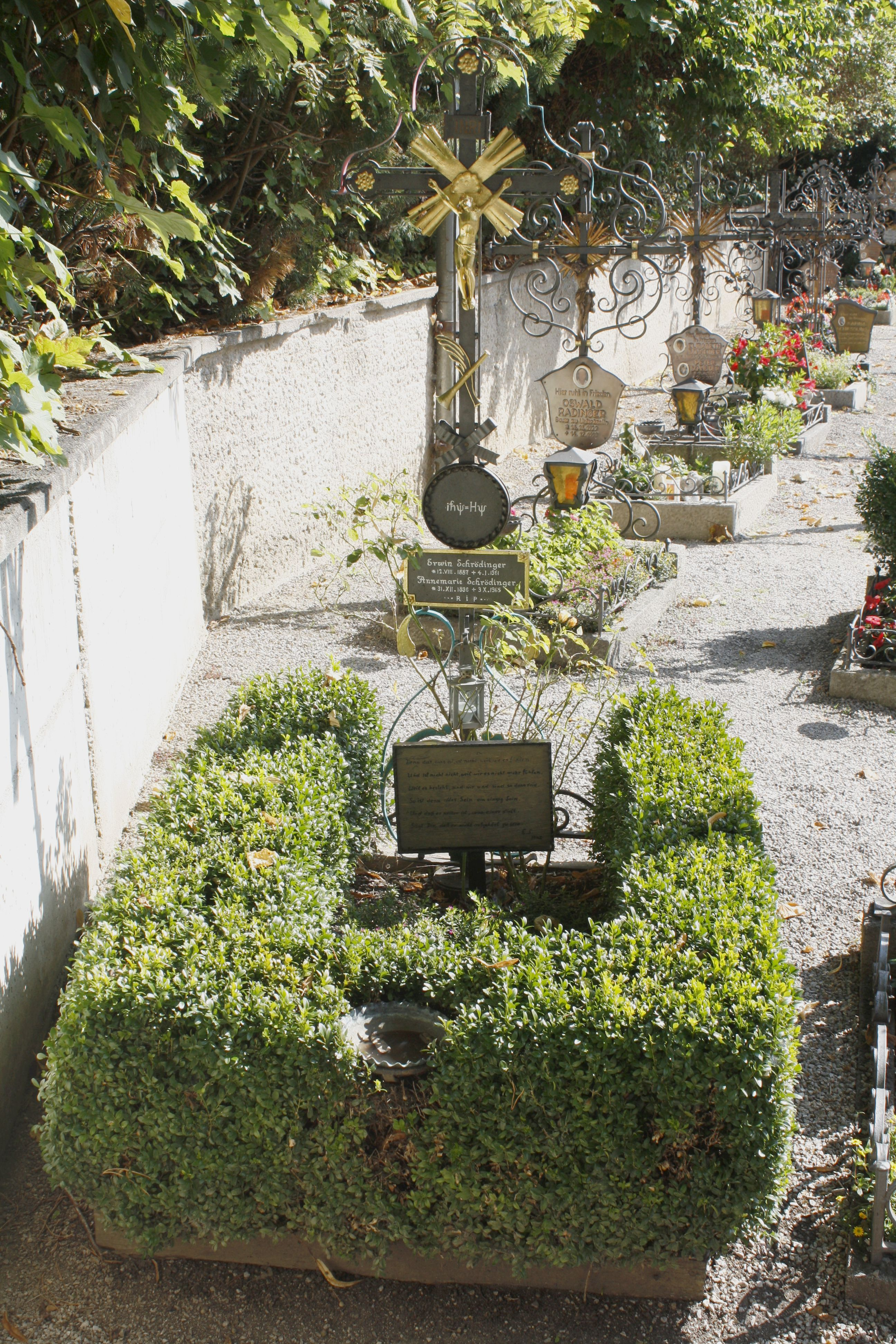
Graf van Erwin en Anny Schrödinger in Alpbach. Op het graf staat zijn bekende vergelijking.

Hij stierf in Wenen op 73-jarige leeftijd aan de gevolgen van tuberculose en werd begraven in Alpbach in Oostenrijk, op een katholieke begraafplaats. Alhoewel Schrödinger geen katholiek was, gaf de priester die verantwoordelijk was voor de begraafplaats toch toestemming om hem daar te begraven, nadat hij vernomen had dat Schrödinger lid was van de Pauselijke Academie voor de Wetenschappen. Zijn vrouw stierf vier jaar later op 3 oktober 1965.

## Oeuvre
Gedurende zijn leven publiceerde Schrödinger niet alleen werken en boeken over de natuurkunde, maar schreef ook over de wetenschap bij de oude Grieken, fysische aspecten van levende materie en over menselijk temperament. Ook gaf hij een gedichtenbundel uit. Bekende werken van hem zijn onder andere:
- Science and the Human Temperament (1935)
- What is life? (1944)
- Statistical Thermodynamics (1946)
- Space-time Structure (1950)
- Nature and the Greeks (1954)
- Mind and Matter (1958)
- Meine Weltansicht (1961, postuum)